# 1975-ös jégkorong-világbajnokság
Az 1975-ös jégkorong-világbajnokság a 42. világbajnokság volt, amelyet a Nemzetközi Jégkorongszövetség szervezett. A vb-ken a csapatok három szinten vettek részt. A világbajnokságok végeredményei alapján alakult ki az 1976-os jégkorong-világbajnokság csoportjainak mezőnye.
Az A csoportot 1976-ra nyolc csapatosra bővítették. Emiatt B csoportból és a C csoport egyik csapat sem esett ki, viszont mindkét csoportból két csapat jutott feljebb.

## A csoport
1–6. helyezettek
- Szovjetunió – Világbajnok
- Csehszlovákia
- Svédország
- Finnország
- Lengyelország
- Egyesült Államok

## B csoport
7–14. helyezettek
- NSZK – Feljutott az A csoportba
- NDK – Feljutott az A csoportba
- Svájc
- Jugoszlávia
- Japán
- Románia
- Olaszország
- Hollandia

## C csoport
15–22. helyezettek
- Norvégia – Feljutott a B csoportba
- Bulgária – Feljutott a B csoportba
- Ausztria
- Magyarország
- Franciaország
- Dánia
- Belgium
- Kína